# Echinothuriidae
De Echinothuriidae zijn een familie van zee-egels uit de orde Echinothurioida.

## Geslachten
- Onderfamilie Echinothuriinae
  - † Echinothuria Woodward, 1863
  - Araeosoma Mortensen, 1903
  - Asthenosoma Grube, 1868
  - Calveriosoma Mortensen, 1934
  - Hapalosoma Mortensen, 1903
- Onderfamilie Hygrosomatinae Smith & Wright, 1990
  - Hygrosoma Mortensen, 1903
- Onderfamilie Sperosomatinae Smith & Wright, 1990
  - Sperosoma Koehler, 1897
  - Tromikosoma Mortensen, 1903

niet in een onderfamilie geplaatst
- Retzneiosoma Kroh, 2005 †